# Auterive, Haute-Garonne
Auterive este o comună în departamentul Haute-Garonne din sudul Franței. În 2009 avea o populație de 9.070 de locuitori.

## Evoluția populației
| An        | 1975  | 1982  | 1990  | 1999  | 2006  | 2009  |
| --------- | ----- | ----- | ----- | ----- | ----- | ----- |
| Populație | 5.178 | 5.436 | 5.814 | 6.531 | 8.200 | 9.070 |